# Лоллія Пауліна
Лоллія Пауліна (лат. Lollia Paulina,  15 —  49) — дружина римського імператора Калігули.

## Життєпис
Походила з роду нобілів Лолліїв. Донька Марка Лоллія Пауліна та Волусії, онука Марка Лоллія, консула 21 року до н. е. Успадкувала від діда величезні статки. У першому шлюбі була одружена з Публієм Меммієм Регулом, консулом-суфектом 31 року, супроводжувала його у провінцію Мезію, легатом якої той був. У 38 році імператор Калігула викликав Лоллію з Мезії до Риму, розвів її з Меммієм й сам на ній одружився. Втім незабаром шлюб був розірваний й Калігула відіслав Лоллію під приводом її безпліддя, заборонивши їй знову виходити заміж.
Після смерті Калігули, у 48 році Калліст, впливовий вольновідпущенник імператора Клавдія, переконував останнього одружитися з Лоллією, проте той віддав перевагу Агріппіні. У зв'язку з цим суперництвом Агріппіна зненавиділа Лоллію й у 49 році звинуватила її у зносинах з халдеями та магами. Лоллія була засуджена на заслання та конфіскацію майна, окрім 5 млн сестерціїв. Незабаром її примусили до самогубства, а її голову доставили Агріппіні. Після вбивства Агріппіни у 59 році Нерон наказав перевезти до Риму прах Лоллії Пауліни й побудувати їй гробницю.